# Sint-Hubertuskerk (Tilleur)

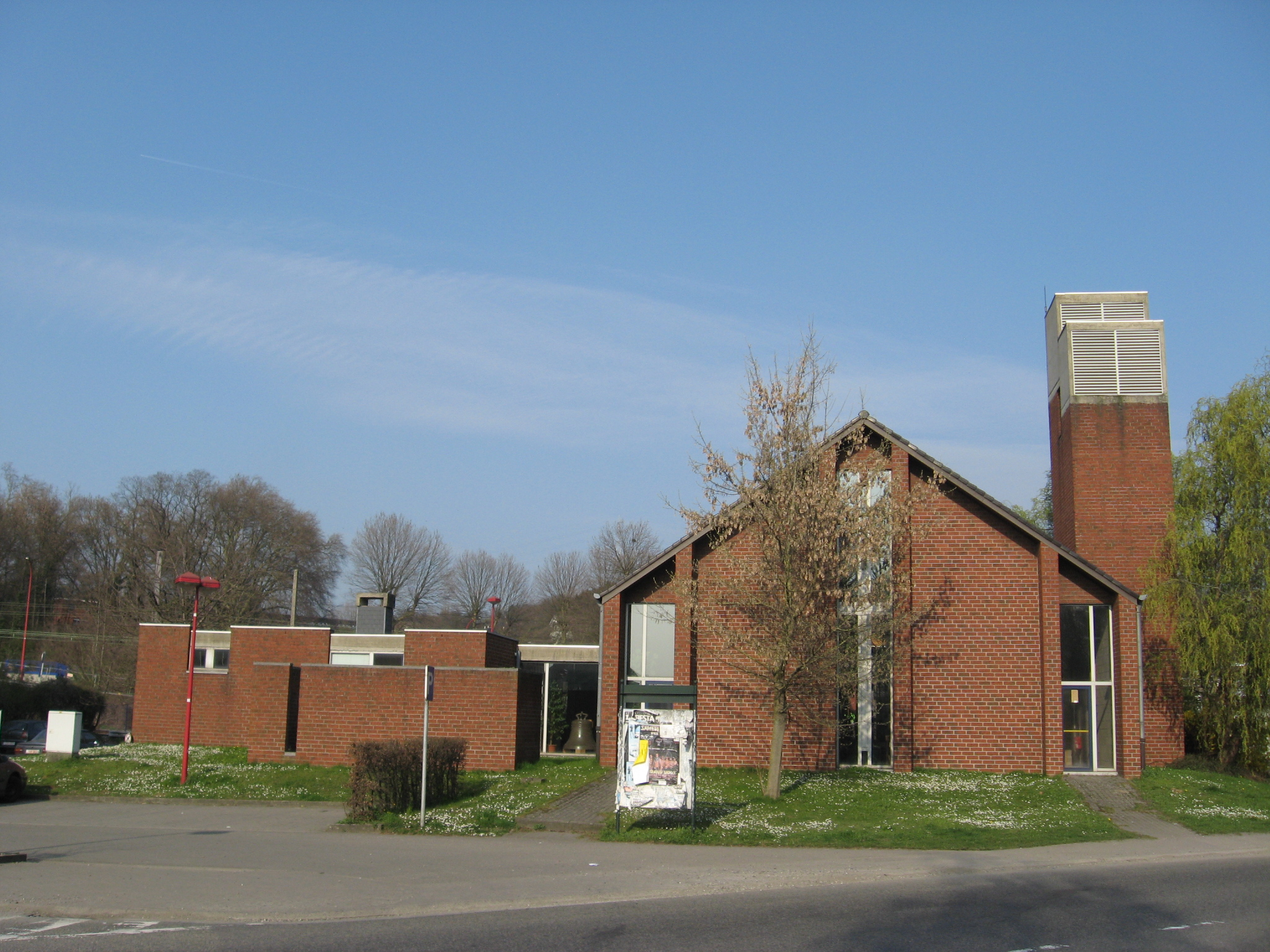
Sint-Hubertuskerk

De Sint-Hubertuskerk is de parochiekerk van Tilleur in de Belgische provincie Luik. De kerk is gelegen op de hoek van de Rue Ferdinand Nicolay en de Rue des Martyrs.

## Geschiedenis
Hubertus stierf in 727 en werd begraven in de Luikse Sint-Pieterskerk. In 825 werd het stoffelijk overschot naar de Sint-Hubertusabdij overgebracht, maar voor die tijd verbleef het enige tijd in een kapel die zich in het huidige Tilleur bevond.
Er zouden later op deze plaats wonderbaarlijke genezingen hebben plaatsgevonden, wat veel pelgrims aantrok en de behoefte aan een groter kerkgebouw deed ontstaan. In 1332 werd de toenmalige kapel verheven tot parochiekerk. De parochie werd afgesplitst van de Sint-Veronicaparochie van Avroy. Als zodanig bleef de kerk pelgrims aantrekken en in 1495 vond een verbouwing en vergroting plaats in gotische stijl.
In 1864 werd deze kerk verlaten. In 1866 deed het gebouw nog dienst als noodhospitaal tijdens een cholera-epidemie. In 1868 werd het definitief gesloopt.
In 1863 werd een nieuwe Sint-Hubertuskerk kerk ingewijd. Het betrof een bakstenen bouwwerk in neoromaanse stijl, gelegen aan de Place de l'Église. Het was een driebeukige basilicale kruiskerk met vijfzijdige koorafsluiting, uitgevoerd in baksteen, en met ingebouwde toren. Deze kerk was vlak bij de steenkoolmijn van Horloz gelegen. Bij de overstromingen van 1925-1926 stond ook deze kerk onder water.
De kerk ondervond niet alleen overstromingsschade, maar ook mijnschade. In 1977 werd het daarom om veiligheidsredenen verboden nog diensten in de kerk te houden. Van 1977-1994 moest men daartoe naar een klaslokaal uitwijken.
In 1989 werd de kerk gesloopt. Op de plaats daarvan kwam een viaduct over de spoorlijn. Het Place de l'Église werd omgevormd tot een rotonde.
In 1993 begon men met de bouw van de huidige kerk, welke in 1994 in gebruik werd genomen. Het betreft een veel kleinere, bakstenen kerk onder zadeldak met een dubbele, rechts voorgebouwde, lage toren zonder spits.

## Interieur
De kerk bezit beelden van Sint-Petrus en Sint-Paulus, toegeschreven aan Guillaume Évrard, begin 18e eeuw.